# نینتارا سهگل
نینتارا سهگل (انگلیسی: Nayantara Sahgal؛ زادهٔ ۱۰ مهٔ ۱۹۲۷) خبرنگار و نویسنده اهل هند است.
وی نویسنده کتاب‌های ادبی و تخصصی، با اشتیاق برای حقوق بشر و به‌خصوص تساوی حقوق زن و مرد است.
نینتارا عضو خانواده نهرو-گاندی، و دومین دختر از سه دختر خانواده است که از خواهر جواهر لعل نهرو، ویجایا لاکشمی پاندیت متولد شده‌است.
در سال ۱۹۸۶ جایزه آکادمی ساهیتیا برای رمان «Rich Like Us (۱۹۸۵)» توسط آکادمی ملی هند، به وی اعطا شد.

## زندگی‌نامه

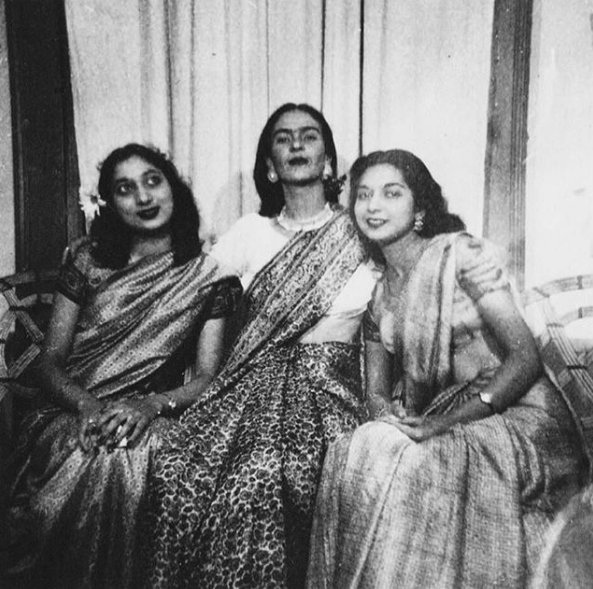
سگال همراه با فریدا کالو در مکزیکوسیتی (۱۹۴۷)

نینتارا سگال متعلق به خانواده‌ای با نفوذ سیاسی است. مادرش، سیاستمدار و دیپلمات ویجایا لاکشمی پاندیت، از جمله اولین زن رئیس مجمع عمومی سازمان ملل و یک دوره نماینده هند برای حقوق بشر در کمسیون حقوق بشر سازمان ملل بود. دایی او جواهر لعل نهرو اولین نخست‌وزیر هند مستقل و ایندیرا گاندی دختردایی او بود.
پدر نینتارا، رنجیت سیتارام پاندیت وکیل از کتیواد بود. همچنین پاندیت یک محقق کلاسیک بود که کتاب نویسنده پاندیت کلهن به نام راجاتارانگینی را از زبان سانسکریت به زبان انگلیسی ترجمه کرد. او برای حمایت از جنبش استقلال‌طلبی هند دستگیر و در سال ۱۹۴۴ در زندان لاکنو درگذشت و همسرش ویجایا لاکشمی پاندیت و سه دخترش چندرالکها مهتا، نینتارا سگال و ریتا دار را ترک کرد.
مادر سهگل، ویجایا لاکشمی پاندیت، دختر موتیلال نهرو و خواهر اولین نخست‌وزیر هند، جواهر لعل نهرو بود. او در مبارزات آزادی هند فعال بوده‌است و به همین علت در زندان بود و در سال ۱۹۴۶ قسمتی از اولین تیم نمایندگی هندوستان بود که به سازمان ملل متحد، همراه با M.C.Chagala رفت.
بعد از این که هند به استقلال دست یافت، ویجایا لاکشمی پاندیت به عنوان عضو مجلس مؤسسان هند، فرماندار چندین ایالت هند و به عنوان سفیر هند در اتحاد جماهیر شوروی، ایالات متحده، مکزیک، دربار سینت جیمز، ایرلند و سازمان ملل متحد خدمت کرد.
گیتا سهگل، نویسنده و روزنامه‌نگار در زمینه مسایل فمینیسم، بنیادگرایی و نژادپرستی و مدیر فستیوال فیلم‌های مستند و فعال حقوق بشر دختر نینتارا می‌باشد.

## عقاید و فعالیت‌ها

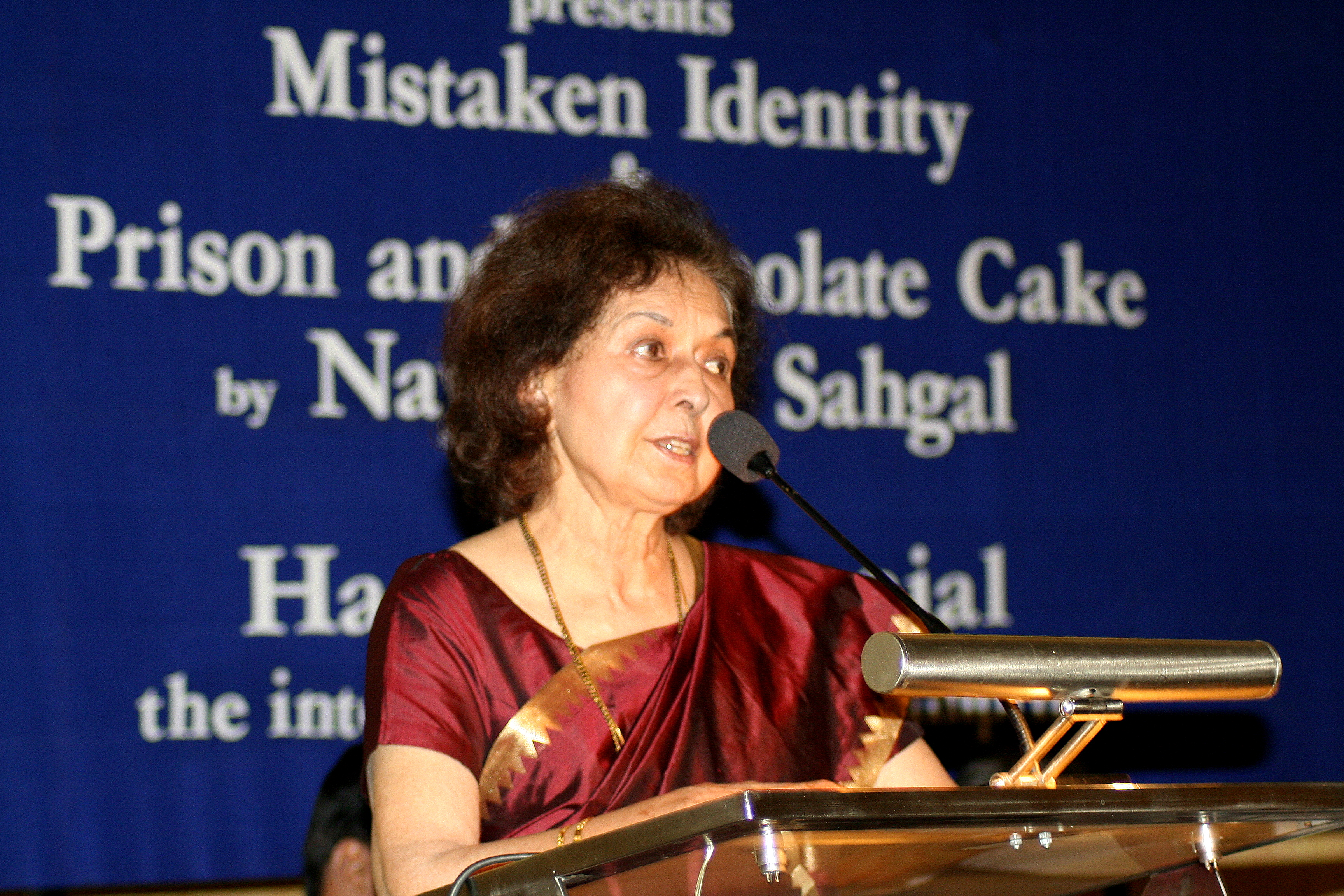
نینتارا سهگل در دهلی، نوامبر ۲۰۰۷

سگال اگرچه بخشی از خانواده نهرو است ولی اعتبار استقلال فکری مستقل و انتقادی خود را توسعه داد. وی یکی از شدیدترین منتقدان دختردایی اش ایندیرا گاندی به خصوص در مورد عدم دمکراسی و سانسور بود. حتی در رابطه با حکومت نظامی ملی ۱۹۷۵–۱۹۷۷ او در تأسیس سازمان مردمی برای آزادی‌های مدنی همکاری داشت و معاون این سازمان در دهه ۱۹۸۰ بود.
عقاید و علاقه سیاسی سهگل حتی و دیدگاه فمینیستی او حتی در کتاب‌های ادبی‌اش مشخص است.
یکی از جوایزی که سگال برای کتاب‌هایش دریافت کرد، جایزه آکادمی ساهیتیاست که در سال ۱۹۸۶ برای رمان Rich Like Us به او تقدیم شد. البته او این جایزه را در پاییز ۲۰۱۵ در اعتراض به سکوت آکادمی ساهیتیا و سکوت نخست‌وزیر هند در ارتباط با یک سری قتل‌های انجام شده توسط اتباع هندو علیه مخالفانشان برگرداند.